# Ursinoscorpaenopsis kitai
Ursinoscorpaenopsis kitai es una especie de pez escopeniforme de la familia Scorpaenidae. Es la única del género Ursinoscorpaenopsis. Se trata de un pez que vive en los fondos marinos del Pacífico noroccidental.